# 臺中市立東峰國民中學
臺中市立東峰國民中學，簡稱東峰國中，是一所位於台灣臺中市東區的市立國民中學。
東峰國中於民國54年（1965年）創校，初始以市五中分部的名義招生，民國55年（1966年）正式定名為臺中市第七中學，地址為臺中市頂峰里七中路15號。首任校長劉柏森帶領師生走過草創時期，奠定學校厚實的基礎。民國57年（1968年）開始實施九年國民義務教育，七中更名為東峯國中，取其位於東區頂峰里。

## 校史
- 1965年4月，成立臺中市第七初級中學籌備處，派劉柏森先生為籌備主任，同年7月以臺中市第五初級中學分部名義參加臺中市中等學校聯合招生。
- 1966年11月16日，正式核准設校，校名為臺中市第七初級中學。派劉柏森先生為首任校長。
- 1968年7月，開始實施九年國民義務教育，本校改制為臺中市立第七國民中學。
- 1971年7月，校名改為臺中市立東峯國民中學。
- 1973年8月，成立附設中級補習學校。
- 1978年8月，劉克勤先生接任第二任校長。12月，青少棒球隊榮獲第十四屆中華盃棒球賽國中組全國總冠軍。
- 1979年6月，青少棒球隊獲全國青少棒比賽冠軍，取得世界盃亞洲代表權。年月 青少棒球隊在美國榮獲世界盃錦標賽冠軍殊榮。
- 1986年5月，劉克勤校長病逝，校務由教務主任陳俊傑代理，後黃世慶先生接任第三任校長。
- 1989年2月，柯明堂先生接任第四任校長。
- 1994年，臨仁和路土地7,400平方公尺土地無償撥用供使用，興建北邊圍牆。校地增至41,113平方公尺。
- 1995年9月，與臺中高農(今興大附農)合作，試辦合作式技藝教育專班。
- 1997年8月，莊敏雄先生接任第五任校長。
- 1999年9月，設置資源班，招收學習障礙學生。
- 2004年4月，新校門興建完成起用，校址改為臺中市仁和路330號。訂定學校願景為「健康成長、快樂學習、卓越創新、關懷感恩」。
- 2005年2月，設置數理資優班。外籍教師駐校，協助英語教學。8月，張永宗先生接任第六任校長。
- 2006年5月，「太空登月」馬賽克壁畫獲原創者臺灣彩膠畫之父林之助教授落款證明。11月，創校40週年校慶方，發行「峯華璀璨：創校40週年校慶紀念特刊」。12月，北辰樓竣工（係取自《論語．為政篇》「為政以德，譬若北辰，居其所而眾星拱之」），各大樓命名東峰樓、西華樓、南星樓、中道樓及玉峰館。
- 2009年8月，由蔡玉玲女士接任第七任校長。
- 2011年11月，榮獲全國品德教學績優學校。
- 2014年6月，榮獲全國品德教育特色學校並通過臺中市品德教育學校認證。
- 2015年9月，願景更改為「品德、學業、技能」。
- 2016年8月，羅國俊先生接任第八任校長，以「多元視野」、「人文關懷」、「健康樂活」為經營學校願景。9月，品德樓竣工，並爭取到中道樓拆除改建經費。11月，創校50週年校慶。發行「東峰國中創校50週年校慶紀念校刊」。
- 2017年11月，配合新課綱上路組成｢課程發展策略團隊」，發展東峰學生圖像-｢團隊合作、全球行動、創新思維、品格實踐、健康樂活」。
- 2018年11月，課程小組研發數門彈性課程且有跨領域課程產出，獲頒教育部研究基地學校。
- 2019年8月，成立第一屆體育班，專攻項目為軟網與輕艇。
- 2020年2月，師生遠赴日本鸟取県大栄中学進行國際教育交流。11月，峰悅讀圖書館落成啟用。
- 2021年3月，美籍外師Dustin駐校教學。10月，中道樓啟用，通廊連通品德樓。12月，榮獲臺中市閱讀教育推動績優學校。
- 2022年3月，榮獲教育部「閱讀磐石學校」。

## 外部連結
- 台中市立東峰國民中學  （页面存档备份，存于）